# Landesfeuerwehrverband Berlin
Der Landesfeuerwehrverband Berlin e. V. (LFV Berlin) ist die Interessenvertretung der 59 Freiwilligen Feuerwehren mit ihren Jugendfeuerwehren im Land Berlin. Der LFV Berlin ist Mitglied des Deutschen Feuerwehrverbandes (DFV) mit Sitz in der Hauptstadt der Bundesrepublik Deutschland.

## Geschichte
Im Jahr 1876 wurde die älteste und noch aktive Freiwillige Feuerwehr (FF) Berlins, die FF Köpenick, gegründet. 1877 gegründete sich dann der Brandenburgische Provinzial-Feuerwehrverband. Aus diesem löste sich bereits 1920, als die Stadtgemeinde Groß-Berlin sich bildete, ein Verband der Freiwilligen Feuerwehren der Stadt Berlin heraus. Im Jahr 1938 wurde der damalige Berliner Feuerwehrverband, wie alle anderen Verbände und Vereine in Deutschland, zwangsweise aufgelöst.
Nach Ende des Zweiten Weltkriegs im Herbst 1945 entstanden bereits wieder 57 Freiwillige Feuerwehren innerhalb Berlins. Bis zum Jahr 1948 waren alle FF einheitlich (kommunal) organisiert. Nach der Berlin-Blockade und der Spaltung Berlins in vier Sektoren gab es unterschiedliche Entwicklungen auf der West-Seite mit 18 FF und auf der Ost-Seite mit 39 FF, im damals geteilten Berlin. Mitte der 1950er Jahre, nachdem der damalige Feuerwehrchef Ludwig Wissell neun der 18 FF-Wachen West-Berlins aufgelöst und diese teilweise durch Berufsfeuerwehren (BF) ersetzt hatte, sahen sich die verbliebenen Wehrführer und Vertrauensleute veranlasst, eine Interessenvertretung zu gründen, deren erklärtes Ziel es war, das Auflösen weiterer Feuerwehren zu verhindern. In einer Sitzung der Wehrführer und Vertrauensleute am 2. Juni 1956 wurde dann der Beschluss gefasst, eine eigenständige Vertretung zu schaffen. Am 29. März 1957 wurde an der (West-Berliner) Hauptfeuerwache Lindenstraße die Gründungsversammlung für den Landesverband der Freiwilligen Feuerwehren Berlins e. V. abgehalten. Der Verband wurde dann als letzter Feuerwehrverband vor der Deutschen Wiedervereinigung in den Deutschen Feuerwehrverband aufgenommen.
Die Feuerwehren in Ost und West hatten sich bis dahin doch sehr unterschiedlich entwickelt. Im Ostteil der Stadt gab es keinen Feuerwehrverband und die 42 Freiwilligen Feuerwehren waren den Stadtbezirken angegliedert, die Berufsfeuerwehr (10 Kommandos) gehörte zur staatlichen Deutschen Volkspolizei. Daneben gab es noch betriebliche Freiwillige Feuerwehren (317) sowie sechs Betriebsfeuerwehrkommandos. Der Rettungsdienst gehörte in Ost-Berlin nicht zur Feuerwehr, sondern zum Rettungsamt Berlin. Die örtlichen Freiwilligen Feuerwehren in Ost-Berlin waren in 14 Wirkungsbereiche gegliedert. Von den 1850 Angehörigen der Freiwilligen Feuerwehren waren etwa 20 % Frauen.
Im Frühjahr 1990, mit der Auflösung der DDR, bildete sich noch ein Ost-Berliner Feuerwehrverband. Aber im Spätsommer 1990, nachdem klar war, dass sich Berlin wieder vereint, schloss sich der Ost-Berliner Verband mit dem Landesverband der Freiwilligen Feuerwehren Berlins e. V. zusammen.

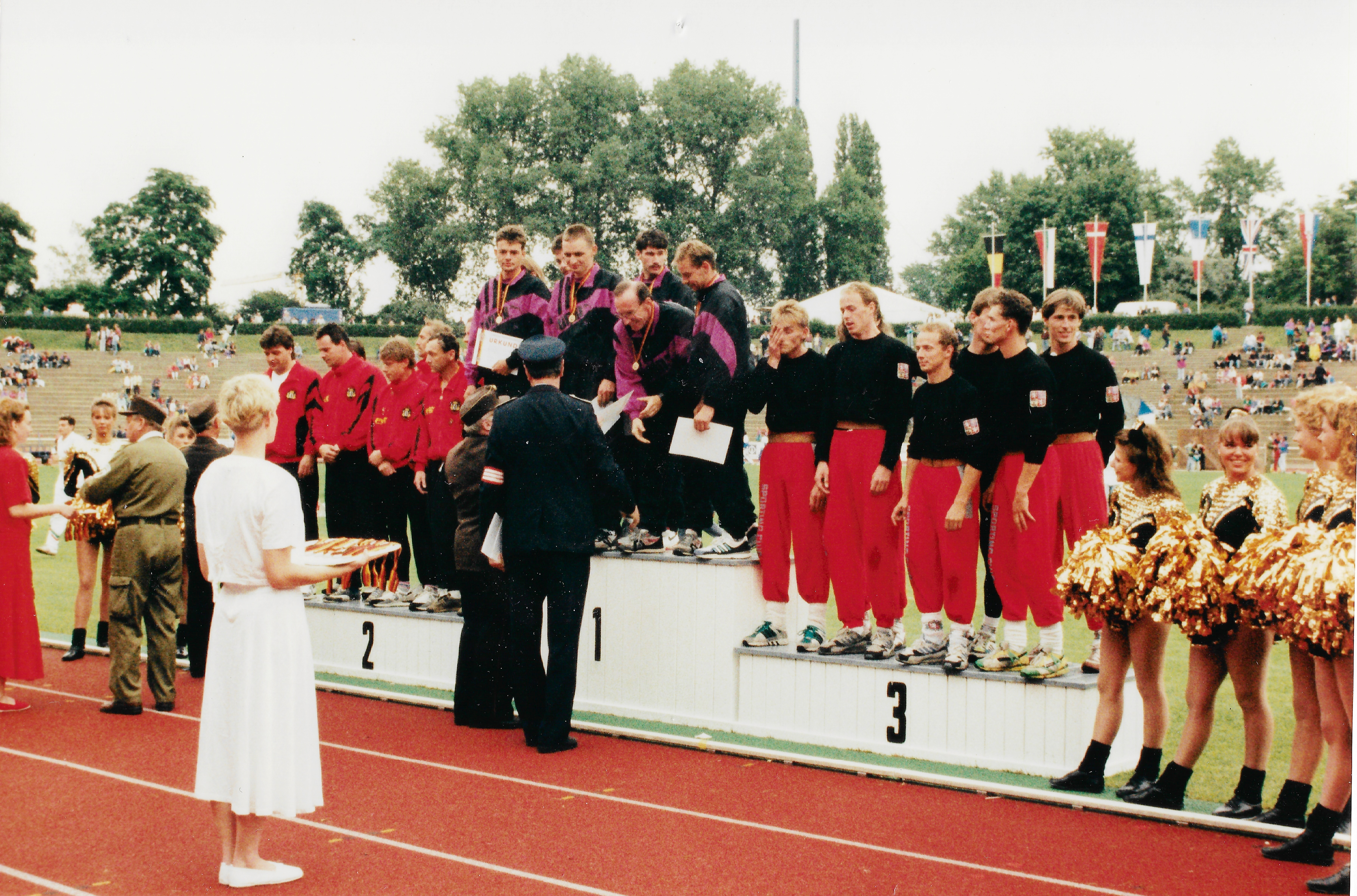
Siegerehrung Feuerwehr-Olympiade 1993 Disziplin Löschangriff Freiwillige Feuerwehren: von links Berlin, Beselich-Obertiefenbach und Tschechische Republik

Vom 11. bis 17. Juli 1993 fanden mit Unterstützung des LFV in Berlin die X. Internationalen Feuerwehrwettkämpfe des Weltfeuerwehrverbandes CTIF (Feuerwehrolympiade) statt. Im Programm waren traditionelle internationale Feuerwehrwettbewerbe, internationale Feuerwehrsportwettkämpfe und internationale Jugendfeuerwehrwettbewerbe.
Bei der Delegiertenversammlung im Dezember 2014 wurde der Antrag mehrheitlich angenommen, den Verband in Landesfeuerwehrverband Berlin e. V. umzubenennen.
Im November 2022 gründete sich die jüngste Freiwillige Feuerwehr Berlins, die FF Wilmersdorf.

## Aufgaben
Als Interessenvertreter aller Freiwilligen Feuerwehren Berlins (FF) und der Berliner Jugendfeuerwehr (JF) fördert der Verband das Feuerwehr- und Brandschutzwesen. Er agiert als Sprachrohr der Freiwilligen Feuerwehren gegenüber Politik und Presse und wirkt als ordentliches Mitglied im Deutschen Feuerwehrverband aktiv in dessen Gremien mit.

## Organisation
Der Landesfeuerwehrverband Berlin ist unabhängig und ist nicht den Weisungen der Behörde Berliner Feuerwehr unterstellt.
Er kann besondere Verdienste um das Feuerwehrwesen und um den Verband ehren (Ehrenzeichen des LFV und Deutsches Feuerwehr-Ehrenkreuz). Er wird durch die Vorsitzenden und seinen Vorstand vertreten.
Weitere Einrichtungen und Organe neben einer Geschäftsstelle, einem Musikzug und verschiedenen Fachausschüssen bzw. -bereichen sind:
- Brandschutzerziehung und -aufklärung
- Brandschutz- und Feuerwehrgeschichte
- Feuerwehrmusik
- Feuerwehrsport
- Katastrophenschutz
- Mädchen und Frauen
- Öffentlichkeitsarbeit
- Recht
- Rettungsdienst

Laut Satzung besteht folgende Mitgliederstruktur:
- Ordentliche Mitglieder (Einsatzkräfte einer FF und deren Ehrenabteilung)
- Jugendfeuerwehrmitglieder (alle JF-Mitglieder Berlins)
- Fördermitglieder

## Allgemeines
Die Berliner Feuerwehr hat ca. 6000 Angehörige, die im Land Berlin die Brandbekämpfung, die Gefahrenabwehr, den vorbeugenden Brandschutz, den Katastrophenschutz und den Rettungsdienst sicherstellen. Davon sind ca. 1500 Mitglieder in 59 Freiwilligen Feuerwehren tätig. Diese sind in zwei unterschiedliche Wachtypen (A und B) unterteilt.
Eine A-Wehr, oder umgangssprachlich 10er-Wache genannt (Bsp. FF Hohenschönhausen/Wach- und Helmnummer 6310), ist eine klassische Dorffeuerwehr. Eine solche Wache hat ein eigenes Feuerwehrhaus und ihren eigenen Ausrückebereich in dem jeweiligen Ortsteil in Berlin. Sie rückt nach Alarmierung durch die Leitstelle spätestens nach vier Minuten zur/zum Hilfe/Unfallort aus.
Eine B-Wehr, oder auch 01er-Wache (Bsp. FF Weißensee/Wach- und Helmnummer 6301), ist in der Regel am Standort einer Berufswache untergebracht. Eine 01er-Wache, übt ihren Einsatz/Übungsdienst in der Regel einmal in der Woche aus, wobei sie u. a. die Berufsfeuerwehr (Bsp. BF Weißensee/Wach- und Helmnummer 6300) als weiteres Fahrzeug unterstützt. Dabei wird sie in der Regel im Einsatzleitrechner so hinterlegt, dass sie zusätzlich bei Großschadensereignissen wie Unwettern, Explosionen und anderen Großereignissen (Silvester) in Dienst gerufen, um als Ersatz bzw. als Ergänzung einen Ortsteil abzusichern. Dabei hat die „B-Wehr“ eine Ausrückzeit nach Alarmierung von etwa 30 Minuten.
Eine Freiwillige Feuerwache leistet in Berlin etwa 200 bis 1200 Einsätze pro Jahr. Die FF Berlins stellt auch alle vier Brandschutzbereitschaften des Landes Berlins, die beispielsweise auch beim Hochwasserschutz in Brandenburg, Sachsen oder Sachsen-Anhalt zum Einsatz kamen. Die Freiwilligen Feuerwehren waren 2015 mit den anderen Hilfsorganisationen im Rahmen der Amtshilfe bei der Flüchtlingshilfe im Land Berlin eingebunden.
Beide Wachtypen in Berlin können Jugendfeuerwehren (JF) gründen, die von den Angehörigen der FF betreut und ausgebildet werden. Das Ziel einer JF ist die spätere Übernahme der Angehörigen zur Einsatzabteilung der FF bzw. BF. Im Land Berlin gibt es 49 Jugendfeuerwehren mit rund 1.200 Mädchen und Jungen.